# Šim'on Ochajon
Šim'on Ochajon (hebrejsky שמעון אוחיון, narozen 1945, Maroko), je izraelský politik a poslanec Knesetu za stranu Jisra'el bejtenu, respektive za alianci Likud Jisra'el bejtejnu.

## Biografie
Narodil se v Maroku. V roce 1956 přesídlil do Izraele. Před nástupem do politiky působil jako zástupce ředitele Bar-Ilanovy univerzity a předseda organizace přistěhovalců z Maroka. Je ženatý, má tři děti. Žije ve městě Rišon le-Cijon. Díky svým zkušenostem ve vzdělávací oblasti dostal od strany Jisra'el bejtenu nabídku ke vstupu do politiky, kterou přijal. V rámci strany, převážně vnímané jako politický subjekt zastupující Židy původem z bývalého Sovětského svazu, reprezentuje imigranty z orientálních zemí.
Ve volbách v roce 2013 byl zvolen do Knesetu za alianci Likud Jisra'el bejtejnu. V rozhovoru po svém zvolení do Knesetu ohlásil, že se hodlá zaměřovat na témata vzdělávací soustavy. Podporuje zvýšení platů učitelů a kvality vzdělávání. Chce posílit židovskou identitu Izraelců. Podporuje také zavedení všeobecné vojenské povinnosti pro izraelské Araby a ultraortodoxní Židy do izraelské armády (z níž byli dosud vyjmuti). Odmítá zatím rozhovory s Palestinskou autonomií, protože podle něj není partnerem pro mír a neuznává Izrael jako židovský stát.